# Cuthbert Ottaway
 Der er for få eller ingen kildehenvisninger i denne artikel, hvilket er et problem. Du kan hjælpe ved at angive troværdige kilder til de påstande, som fremføres i artiklen.

Cuthbert Ottaway (født 19. juli 1850 i Dover, død 2. april 1878) var en engelsk cricketspiller, fodboldspiller og det englelske fodboldlandsholds første kaptajn.

## Biografi
Ottaway begyndte med at udøve sport samtidig med hans studier ved Eton og senere på Oxford University, hvor han også var atlet atlet og spillede også forskellige ketcher-spil.  Han var også uddannet og praktiserende skrankeadvokat.
Han giftede sig i august 1877 med Marion Stinson fra Hamilton, som han havde, mødt på sin turne Canada med det engelske cricketlandshold. Deres datter Lillian blev født efter at han døde af tuberkulose kun 27 år gammel.

## Fodboldspiller
Mest succes havde Ottaway som fodboldspiller. Dette var på en tid hvor fodbold var i den indledende fase, og reglerne og interessen for sporten begyndte at hæfte sig. Ottaway var en hurtig og fremragende dribler, og var med i tre FA-cupfinaler, alle for forskellige klubber, siden det var almindeligt at spille for flere hold på den tid.
Ottaway blev kendt for sin gode teknik i en æra hvor de var acceptabelt at sparke modstanderen.

### Internationalt
Drivkraften bag kampene mod Skotland (og også i FA-cupen) var Charles Alcock, som var sekretær i FA og havde ansvaret for holdudtagelsen. Alcock havde udnævnt sig selv til kaptajn for England, men blev skadet i en seriekamp og valgte Ottaway substitut i den første godkendte landskamp nogensinde, mellem Skottland og England den 30. november 1872
Kampen endte 0-0, og man kunne melde om et angrebsvilligt engelsk hold som blev fuldstændigt overgået af et velorganiseret skotsk forsvar. At skotterne var godt organiseret var ikke overraskende, siden alle spillerne kom fra den samme klub – Queen's Park.
Ottaway spillede ikke i revanchekampen på Kennington Oval i 1873, hvor England vandt 4-2. Men han var med i den tredje kamp mod Skotland, den 7. marts 1874, og ligesom i den forrige landskamp var han holdkaptajn. Skotland vandt med 2-1.

## Cricket
Ottaway spillede også cricket for en række klubber. I 1872 turnerede han med landsholdet i Canada og USA, men hans bedste år var i 1873, hvor han endte som den femte bedste slagmand i the national first-class.